# بخش‌های دپارتمان سرت
بخش‌های دپارتمان سرت (انگلیسی: Arrondissements of the Sarthe department) شامل ۳ بخش به شرح زیر است:
1. بخش لفلش با ۱۱۹ کمون (فرانسه) و جمعیت ۱۵۲ هزار نفر در سال ۲۰۱۳ می‌باشد.
2. بخش ممرس با ۱۹۵ کمون (فرانسه) و جمعیت ۱۵۱ هزار نفر در سال ۲۰۱۳ می‌باشد.
3. بخش لومان با ۴۷ کمون (فرانسه) و جمعیت ۲۶۵ هزار نفر در سال ۲۰۱۳ می‌باشد.